# I (letter)

Een aantal voorbeelden van de letter I

De letter I is de negende letter van het moderne Latijnse alfabet. De letter is afgeleid van de Griekse letter jota (Ι, ι), die gebruikt werd voor /i/, dezelfde als die de Etrusken in hun alfabet gebruikten. De eerdere Semitische letter Yôdh was waarschijnlijk oorspronkelijk een pictogram van een arm met een hand, afgeleid van een vergelijkbare Egyptische hiëroglief die echter anders werd uitgesproken. De Semieten gaven hem de klank /j/, omdat hun woord voor "arm" met die letter begint. Hij kon ook een /i/-klank betekenen, voornamelijk in vreemde talen.

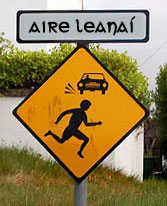
Door de punt op de i weg te laten, ontstaat er meer onderscheid met een í waarop een accent staat.

Het puntje dat op de letter i staat heet een tittel. Aanvankelijk stond er geen puntje op de i, maar om verwarring te voorkomen werd het later toegevoegd. Over het algemeen zet men geen punt op de hoofdletter I. Als de kleine letter i voorzien is van een accent (í) of trema (ï), wordt de punt ook wel weggelaten. Anders is dit in het Turks, waar men onderscheid kent tussen İ en i met punt, en I en ı zonder punt.
In het internationale spellingsalfabet wordt de I weergegeven door middel van het woord India. In het Nederlands telefoonalfabet wordt de I weergegeven door middel van de naam Izaäk.
| D36 |

| D36 |

## Trivia
Een zegswijze is: De puntjes op de i zetten. Hiermee wordt bedoeld dat een taak tot in details voltooid wordt. Kennelijk is een geschreven tekst niet helemaal volmaakt als er geen puntjes op de i staan.